# Cheung Sha Wan (stacja MTR)
Cheung Sha Wan (chiński: 長沙灣) – jedna ze stacji MTR, systemu szybkiej kolei w Hongkongu, na Tsuen Wan Line. Została otwarta 17 maja 1982. Stacja jest utrzymana w kolorze mosiądzu.
Znajduje się w pod Cheung Sha Wan Road w obszarze Cheung Sha Wan.